# Publipostage groupé
Le publipostage groupé, ou multipostage (en franglais bus mailing), est une technique de mercatique directe qui consiste à réunir plusieurs annonces dans un même envoi.
Il s'agit d'un mode spécifique de publipostage qui consiste à adresser les offres de plusieurs annonceurs à un public visé, dit cible, répondant à certains critères et à laquelle on destine un bien ou une action de communication. Par exemple, une catégorie socio-professionnelle particulière à laquelle on adressera par voie postale ou autre (télécopieur, email, boîte à lettres, boîtage, etc.) des offres, complémentaires ou non, rivales ou non, de plusieurs prestataires distincts.
Le publipostage groupé courrier est surtout utilisé en commerce inter-entreprise, notamment par les sociétés de presse et la vente par correspondance. 
Cette méthode présente plusieurs avantages pour les annonceurs, lesquels peuvent profiter d'un plan fichier sur mesure et de la mutualisation des coûts liés à l'opération.